# جون وو چی (مجموعه تلویزیونی)
جون وو چی (کره‌ای: 전우치) یک مجموعهٔ تلویزیونی کره جنوبی سال ۲۰۱۲ با بازی چا ته-هیون به عنوان شخصیت اصلی در کنار یوئی، لی هی جون، بک جین هی، کیم کپ سو و سونگ دونگ ایل است. این مجموعه از ۲۱ نوامبر ۲۰۱۲ تا ۷ فوریه ۲۰۱۳، روزهای چهارشنبه و پنجشنبه ساعت ۲۱:۵۵ (کی‌اس‌تی) از کی‌بی‌اس۲ برای ۲۴ قسمت پخش شد.

## بازیگران
- چا ته-هیون در نقش جون وو چی / لی چی[۵]
- یوئی در نقش هونگ مو یون[۶][۷][۸][۹][۱۰][۱۱][۱۲]
- لی هی جون در نقش ما کانگ ریم
- بک جین هی در نقش لی هه ریونگ
- کیم کپ سو در نقش ما سوک[۱۳]
- سونگ دونگ ایل در نقش بونگ گو[۱۳]
- لی بیونگ-جون در نقش وون بو
- آن یونگ-جون در نقش یی گو
- هونگ جونگ هیون در نقش سو چان هی[۱۴]